# Temporada 2012 de GP2 Series
La temporada 2012 de GP2 Series fue la octava edición de la competición de GP2. La temporada introdujo como novedad la fusión de la GP2 Asia Series, así a partir de esta temporada se disputaron varias carreras en territorio Asiático.

## Cambios en el reglamento
Se introducen 2 nuevas normas para la temporada:
- A partir de esta temporada habrá 2 tipos diferentes de compuesto de neumáticos de seco (duro y blando) diferenciados a simple vista por su color.
- Nuevo sistema de puntuación, adaptándose al de la Fórmula 1.

| Carrera | Pole | V.R. | 1.º | 2.º | 3.º | 4.º | 5.º | 6.º | 7.º | 8.º | 9.º | 10.º |
| ------- | ---- | ---- | --- | --- | --- | --- | --- | --- | --- | --- | --- | ---- |
| Larga   | 4    | 2    | 25  | 18  | 15  | 12  | 10  | 8   | 6   | 4   | 2   | 1    |
| Corta   |      | 2    | 15  | 12  | 10  | 8   | 6   | 4   | 2   | 1   |     |      |

## Escuderías y pilotos
Nota: Como todos los equipos usan los chasis Dallara GP2/11 con el motor Mecachrome V8 de Renault y neumáticos Pirelli, no se especifican los datos de los vehículos.
| Escudería                | N.º | Piloto              | Rondas    |
| ------------------------ | --- | ------------------- | --------- |
| Barwa Addax Team         | 1   | Johnny Cecotto, Jr. | Todas     |
| Barwa Addax Team         | 2   | Josef Král          | 1, 4–10   |
| Barwa Addax Team         | 2   | Dani Clos           | 2–3       |
| Barwa Addax Team         | 2   | Jake Rosenzweig     | 11–12     |
| DAMS                     | 3   | Davide Valsecchi    | Todas     |
| DAMS                     | 4   | Felipe Nasr         | Todas     |
| Racing Engineering       | 5   | Fabio Leimer        | Todas     |
| Racing Engineering       | 6   | Nathanaël Berthon   | Todas     |
| iSport International     | 7   | Marcus Ericsson     | Todas     |
| iSport International     | 8   | Jolyon Palmer       | Todas     |
| Lotus GP                 | 9   | James Calado        | Todas     |
| Lotus GP                 | 10  | Esteban Gutiérrez   | Todas     |
| Caterham Racing          | 11  | Rodolfo González    | Todas     |
| Caterham Racing          | 12  | Giedo van der Garde | Todas     |
| Scuderia Coloni          | 14  | Stefano Coletti     | 1–10      |
| Scuderia Coloni          | 14  | Luca Filippi        | 11–12     |
| Scuderia Coloni          | 15  | Fabio Onidi         | Todas     |
| Trident Racing           | 16  | Stéphane Richelmi   | Todas     |
| Trident Racing           | 17  | Julián Leal         | Todas     |
| Venezuela GP Lazarus     | 18  | Fabrizio Crestani   | 1–7       |
| Venezuela GP Lazarus     | 18  | Sergio Canamasas    | 8–12      |
| Venezuela GP Lazarus     | 19  | Giancarlo Serenelli | 1–9       |
| Venezuela GP Lazarus     | 19  | René Binder         | 10–12     |
| Rapax                    | 20  | Ricardo Teixeira    | 1–5, 7–12 |
| Rapax                    | 20  | Tom Dillmann        | 6         |
| Rapax                    | 21  | Tom Dillmann        | 1–5, 8    |
| Rapax                    | 21  | Daniël de Jong      | 6–7, 9–10 |
| Rapax                    | 21  | Stefano Coletti     | 11–12     |
| Arden International      | 22  | Simon Trummer       | Todas     |
| Arden International      | 23  | Luiz Razia          | Todas     |
| Ocean Racing Technology  | 24  | Jon Lancaster       | 1         |
| Ocean Racing Technology  | 24  | Brendon Hartley     | 2–3       |
| Ocean Racing Technology  | 24  | Víctor Guerin       | 4–12      |
| Ocean Racing Technology  | 25  | Nigel Melker        | Todas     |
| Marussia Carlin GP2 Team | 26  | Max Chilton         | Todas     |
| Marussia Carlin GP2 Team | 27  | Rio Haryanto        | Todas     |

## Calendario
| Rondas | Rondas | Circuito                                       | País        | Fecha            |
| ------ | ------ | ---------------------------------------------- | ----------- | ---------------- |
| 1      | L      | Circuito Internacional de Sepang, Kuala Lumpur | Malasia     | 24 de marzo      |
| 1      | C      | Circuito Internacional de Sepang, Kuala Lumpur | Malasia     | 25 de marzo      |
| 2      | L      | Circuito Internacional de Baréin, Sakhir       | Baréin      | 21 de abril      |
| 2      | C      | Circuito Internacional de Baréin, Sakhir       | Baréin      | 22 de abril      |
| 3      | L      | Circuito Internacional de Baréin, Sakhir       | Baréin      | 27 de abril      |
| 3      | C      | Circuito Internacional de Baréin, Sakhir       | Baréin      | 28 de abril      |
| 4      | L      | Circuito de Barcelona-Cataluña, Montmeló       | España      | 12 de mayo       |
| 4      | C      | Circuito de Barcelona-Cataluña, Montmeló       | España      | 13 de mayo       |
| 5      | L      | Circuito de Mónaco, Montecarlo                 | Mónaco      | 25 de mayo       |
| 5      | C      | Circuito de Mónaco, Montecarlo                 | Mónaco      | 26 de mayo       |
| 6      | L      | Circuito urbano de Valencia, Valencia          | España      | 23 de junio      |
| 6      | C      | Circuito urbano de Valencia, Valencia          | España      | 24 de junio      |
| 7      | L      | Circuito de Silverstone, Silverstone           | Reino Unido | 7 de julio       |
| 7      | C      | Circuito de Silverstone, Silverstone           | Reino Unido | 8 de julio       |
| 8      | L      | Hockenheimring, Hockenheim                     | Alemania    | 21 de julio      |
| 8      | C      | Hockenheimring, Hockenheim                     | Alemania    | 22 de julio      |
| 9      | L      | Hungaroring, Budapest                          | Hungría     | 28 de julio      |
| 9      | C      | Hungaroring, Budapest                          | Hungría     | 29 de julio      |
| 10     | L      | Circuito de Spa-Francorchamps, Francorchamps   | Bélgica     | 1 de septiembre  |
| 10     | C      | Circuito de Spa-Francorchamps, Francorchamps   | Bélgica     | 2 de septiembre  |
| 11     | L      | Autodromo Nazionale di Monza, Monza            | Italia      | 8 de septiembre  |
| 11     | C      | Autodromo Nazionale di Monza, Monza            | Italia      | 9 de septiembre  |
| 12     | L      | Circuito callejero de Marina Bay, Singapur     | Singapur    | 22 de septiembre |
| 12     | C      | Circuito callejero de Marina Bay, Singapur     | Singapur    | 23 de septiembre |

## Resultados

### Pretemporada
| Test | Circuito | Fecha                 | Mejor clasificado | Escudería            | Tiempo   |
| ---- | -------- | --------------------- | ----------------- | -------------------- | -------- |
| 1.º  | Jerez    | 28 de febrero de 2012 | Davide Valsecchi  | DAMS                 | 1:26.014 |
| 1.º  | Jerez    | 29 de febrero de 2012 | Davide Valsecchi  | DAMS                 | 1:24.783 |
| 1.º  | Jerez    | 1 de marzo de 2012    | Davide Valsecchi  | DAMS                 | 1:25.567 |
| 2.º  | Montmeló | 6 de marzo de 2012    | Fabrizio Crestani | Venezuela GP Lazarus | 1:29.420 |
| 2.º  | Montmeló | 7 de marzo de 2012    | Esteban Gutiérrez | Lotus GP             | 1:28.740 |
| 2.º  | Montmeló | 8 de marzo de 2012    | Esteban Gutiérrez | Lotus GP             | 1:29.154 |

### Postemporada
| Test | Circuito | Fecha                   | Mejor clasificado  | Escudería           | Tiempo   |
| ---- | -------- | ----------------------- | ------------------ | ------------------- | -------- |
| 1.º  | Montmeló | 30 de octubre de 2012   | Luca Filippi       | Scuderia Coloni     | 1:26.014 |
| 1.º  | Montmeló | 31 de octubre de 2012   | Alexander Rossi    | Caterham Racing     | 1:31.173 |
| 2.º  | Jerez    | 22 de noviembre de 2012 | Marcus Ericsson    | DAMS                | 1:26.717 |
| 2.º  | Jerez    | 23 de noviembre de 2012 | Johnny Cecotto Jr. | Arden International | 1:25.694 |

### Temporada
| Ronda | Ronda | Ronda             | Pole Position       | Vuelta rápida       | Piloto ganador      | Escudería ganadora   | Resultados |
| ----- | ----- | ----------------- | ------------------- | ------------------- | ------------------- | -------------------- | ---------- |
| 1     | L     | Kuala Lumpur      | Davide Valsecchi    | Davide Valsecchi    | Luiz Razia          | Arden International  | Resultados |
| 1     | C     | Kuala Lumpur      |                     | Rio Haryanto        | James Calado        | Lotus GP             | Resultados |
| 2     | L     | Sakhir            | Davide Valsecchi    | Davide Valsecchi    | Davide Valsecchi    | DAMS                 | Resultados |
| 2     | C     | Sakhir            |                     | Giedo van der Garde | Davide Valsecchi    | DAMS                 | Resultados |
| 3     | L     | Sakhir            | Giedo van der Garde | Davide Valsecchi    | Davide Valsecchi    | DAMS                 | Resultados |
| 3     | C     | Sakhir            |                     | Luiz Razia          | Tom Dillmann        | Rapax                | Resultados |
| 4     | L     | Barcelona         | James Calado        | Esteban Gutiérrez   | Giedo van der Garde | Caterham Racing      | Resultados |
| 4     | C     | Barcelona         |                     | Luiz Razia          | Luiz Razia          | Arden International  | Resultados |
| 5     | L     | Montecarlo        | Johnny Cecotto Jr.  | Stefano Coletti     | Johnny Cecotto Jr.  | Barwa Addax Team     | Resultados |
| 5     | C     | Montecarlo        |                     | Luiz Razia          | Jolyon Palmer       | iSport International | Resultados |
| 6     | L     | Valencia          | James Calado        | Esteban Gutiérrez   | Esteban Gutiérrez   | Lotus GP             | Resultados |
| 6     | C     | Valencia          |                     | Fabio Leimer        | Luiz Razia          | Arden International  | Resultados |
| 7     | L     | Silverstone       | Fabio Leimer        | Esteban Gutiérrez   | Esteban Gutiérrez   | Lotus GP             | Resultados |
| 7     | C     | Silverstone       |                     | Marcus Ericsson     | Luiz Razia          | Arden International  | Resultados |
| 8     | L     | Hockenheim        | Giedo van der Garde | Johnny Cecotto Jr.  | Johnny Cecotto Jr.  | Barwa Addax Team     | Resultados |
| 8     | C     | Hockenheim        |                     | James Calado        | James Calado        | Lotus GP             | Resultados |
| 9     | L     | Budapest          | Max Chilton         | Davide Valsecchi    | Max Chilton         | Carlin               | Resultados |
| 9     | C     | Budapest          |                     | Esteban Gutiérrez   | Esteban Gutiérrez   | Lotus GP             | Resultados |
| 10    | L     | Spa-Francorchamps | Rio Haryanto        | Giedo van der Garde | Marcus Ericsson     | iSport International | Resultados |
| 10    | C     | Spa-Francorchamps |                     | Stefano Coletti     | Josef Král          | Barwa Addax Team     | Resultados |
| 11    | L     | Monza             | Max Chilton         | Fabio Leimer        | Luca Filippi        | Scuderia Coloni      | Resultados |
| 11    | C     | Monza             |                     | Davide Valsecchi    | Davide Valsecchi    | DAMS                 | Resultados |
| 12    | L     | Singapur          | Luca Filippi        | Esteban Gutiérrez   | Max Chilton         | Carlin               | Resultados |
| 12    | C     | Singapur          |                     | Stefano Coletti     | Giedo van der Garde | Caterham Racing      | Resultados |

## Neumáticos
| Compuesto | KUA | SAK | SAK | BAR | MON | VAL | SIL | HOC | BUD | SPA | MNZ | SIN |
| --------- | --- | --- | --- | --- | --- | --- | --- | --- | --- | --- | --- | --- |
| Principal | H   | H   | H   | H   | S   | S   | M   | M   | M   | M   | H   | S   |
| Opcional  | M   | M   | M   | S   | SS  | SS  | S   | S   | SS  | S   | S   | SS  |
| Lluvia    | W   | W   | W   | W   | W   | W   | W   | W   | W   | W   | W   | W   |

## Clasificaciones

### Campeonato de Pilotos
| Pos | Piloto              | KUA | KUA | SAK | SAK | SAK | SAK | BAR | BAR | MON | MON | VAL | VAL | SIL | SIL | HOC | HOC | BUD | BUD | SPA | SPA | MNZ | MNZ | SIN | SIN | Puntos |
| --- | ------------------- | --- | --- | --- | --- | --- | --- | --- | --- | --- | --- | --- | --- | --- | --- | --- | --- | --- | --- | --- | --- | --- | --- | --- | --- | ------ |
| 1   | Davide Valsecchi    | 2   | Ret | 1   | 1   | 1   | 3   | 4   | 3   | 4   | Ret | 18  | 10  | 7   | 2   | 13  | 7   | 2   | 4   | 3   | Ret | 6   | 1   | 4   | 5   | 247    |
| 2   | Luiz Razia          | 1   | 5   | 2   | 4   | 4   | 2   | 8   | 1   | 15  | 6   | 3   | 1   | 5   | 1   | 7   | 10  | 3   | 3   | 6   | 20  | Ret | 16  | 5   | 4   | 222    |
| 3   | Esteban Gutiérrez   | 7   | 2   | 3   | 2   | 10  | 4   | 10  | 7   | 23† | 8   | 1   | Ret | 1   | 4   | 10  | 5   | 8   | 1   | 11  | 13  | 9   | Ret | 2   | 6   | 176    |
| 4   | Max Chilton         | 3   | 7   | 4   | 5   | 5   | 13  | 7   | 5   | 5   | 2   | 7   | 4   | 9   | 19† | 14  | Ret | 1   | 11  | 12  | 22  | 4   | 6   | 1   | 19  | 169    |
| 5   | James Calado        | 8   | 1   | 5   | 3   | 16  | 12  | 2   | 4   | 7   | Ret | 8   | 2   | Ret | 20† | 8   | 1   | 4   | 6   | 2   | 3   | 12  | 14  | Ret | 10  | 160    |
| 6   | Giedo van der Garde | 9   | 4   | Ret | 9   | 3   | 19  | 1   | 6   | 3   | 3   | 11  | 6   | 8   | 21† | 5   | 2   | 5   | 10  | 5   | 21  | Ret | 10  | 8   | 1   | 160    |
| 7   | Fabio Leimer        | 4   | 6   | 7   | 12  | 2   | 8   | 12  | 11  | 18  | Ret | 4   | 3   | 14  | 9   | 2   | 4   | 9   | 14  | Ret | 5   | 5   | 2   | 3   | 3   | 152    |
| 8   | Marcus Ericsson     | 13  | Ret | 13  | 16  | 7   | 7   | 13  | 22  | 2   | 4   | 2   | Ret | 21  | 7   | 11  | 15  | 18  | Ret | 1   | 4   | 3   | 7   | 7   | 2   | 124    |
| 9   | Johnny Cecotto, Jr. | Ret | 22  | Ret | 22† | 9   | Ret | 18  | 13  | 1   | Ret | DSQ | Ret | 2   | 18† | 1   | 6   | Ret | Ret | 17  | Ret | 2   | 5   | Ret | 9   | 104    |
| 10  | Felipe Nasr         | 6   | 3   | Ret | 6   | 11  | 5   | 11  | 9   | 17  | Ret | Ret | 14  | 6   | 3   | 4   | 3   | 25† | 8   | 8   | 2   | Ret | 21  | 6   | 7   | 95     |
| 11  | Jolyon Palmer       | 17  | 12  | DNS | 7   | 24† | 22  | 9   | DNS | 6   | 1   | Ret | Ret | 3   | 5   | 18  | 18  | 6   | 5   | Ret | 10  | 7   | 3   | Ret | Ret | 78     |
| 12  | Nathanaël Berthon   | 11  | 8   | 21† | Ret | 12  | 10  | 5   | 2   | 9   | 7   | 6   | 5   | 12  | 14  | 15  | 9   | 7   | 2   | 14  | 19  | 15  | 15  | 10  | 15  | 60     |
| 13  | Stefano Coletti     | 5   | 23† | Ret | 23† | 21  | 18  | 3   | 8   | 10  | Ret | 9   | Ret | Ret | Ret | 20  | 19  | 10  | 9   | 20† | 8   | 8   | 4   | 13  | 8   | 50     |
| 14  | Rio Haryanto        | 12  | 10  | 9   | 15  | 6   | 6   | 16  | 15  | 14  | 11  | 5   | Ret | 10  | 12  | 17  | 11  | 12  | 7   | 10  | 7   | 19  | 12  | 9   | 11  | 38     |
| 15  | Tom Dillmann        | 18  | 11  | 6   | 10  | 8   | 1   | 22  | 12  | 11  | Ret | Ret | 12  |     |     | 9   | Ret |     |     |     |     |     |     |     |     | 29     |
| 16  | Luca Filippi        |     |     |     |     |     |     |     |     |     |     |     |     |     |     |     |     |     |     |     |     | 1   | 22  | Ret | DNS | 29     |
| 17  | Josef Král          | 14  | 9   |     |     |     |     | 20  | 16  | Ret | 10  | DSQ | 11  | 16  | 10  | 12  | 13  | 24† | 17  | 4   | 1   |     |     |     |     | 27     |
| 18  | Stéphane Richelmi   | 19  | 19  | 11  | Ret | 17  | 17  | 21  | 19  | 8   | Ret | 14  | Ret | 13  | Ret | 3   | 21  | 17  | 21  | 9   | 6   | 13  | 9   | 14  | 22† | 25     |
| 19  | Nigel Melker        | 16  | 14  | 20† | 18  | 19  | 11  | 14  | 24  | Ret | 12  | Ret | 13  | 4   | 6   | 6   | 8   | 14  | 18  | Ret | DNS | 11  | Ret | 12  | 12  | 25     |
| 20  | Fabio Onidi         | 20  | 13  | 8   | 14  | 20  | 9   | 6   | 18  | Ret | Ret | 13  | 17  | 22  | 8   | 19  | 22  | 11  | 24  | 16  | 12  | 21  | Ret | Ret | 20  | 13     |
| 21  | Julián Leal         | 15  | 15  | 12  | 17  | 15  | 14  | 24  | 17  | 21  | Ret | 12  | 8   | 20  | 17  | 21  | 12  | 16  | 15  | 7   | 9   | 10  | 8   | 11  | 16  | 9      |
| 22  | Rodolfo González    | Ret | 18  | 15  | 21  | 18  | 15  | 15  | 14  | 13  | 5   | 15  | 15  | 23  | Ret | 23  | 20  | 23  | 16  | Ret | 14  | 22  | 20  | Ret | 18  | 6      |
| 23  | Simon Trummer       | 23  | 16  | 16  | 8   | 14  | 24† | 23  | 20  | 12  | 9   | 10  | 7   | 15  | 11  | 16  | 17  | 13  | 13  | 15  | 16  | 16  | 17  | Ret | 14  | 4      |
| 24  | Fabrizio Crestani   | 10  | 21  | 14  | 19  | Ret | 23  | 17  | 10  | 19  | Ret | Ret | DNS | 11  | 22† |     |     |     |     |     |     |     |     |     |     | 1      |
| 25  | Brendon Hartley     |     |     | 10  | Ret | 13  | 16  |     |     |     |     |     |     |     |     |     |     |     |     |     |     |     |     |     |     | 1      |
| 26  | Daniël de Jong      |     |     |     |     |     |     |     |     |     |     | 16  | 9   | Ret | 13  |     |     | 15  | 19  | 13  | 11  |     |     |     |     | 0      |
| 27  | Sergio Canamasas    |     |     |     |     |     |     |     |     |     |     |     |     |     |     | 22  | 14  | 22  | 12  | Ret | Ret | 14  | 11  | 16  | DSQ | 0      |
| 28  | Dani Clos           |     |     | 19† | 11  | Ret | Ret |     |     |     |     |     |     |     |     |     |     |     |     |     |     |     |     |     |     | 0      |
| 29  | Ricardo Teixeira    | 21  | 24† | 17  | 13  | 23  | 20  | Ret | 23  | 20  | Ret |     |     | 18  | 15  | DSQ | 16  | 19  | 20  | 18  | 15  | 20  | 18  | 17  | 21  | 0      |
| 30  | Victor Guerin       |     |     |     |     |     |     | 19  | 21  | 16  | Ret | 17  | 18  | 17  | DNS | Ret | 23  | 21  | 23  | Ret | 18  | 23  | Ret | Ret | 13  | 0      |
| 31  | René Binder         |     |     |     |     |     |     |     |     |     |     |     |     |     |     |     |     |     |     | 19  | 17  | 17  | 13  | Ret | Ret | 0      |
| 32  | Jake Rosenzweig     |     |     |     |     |     |     |     |     |     |     |     |     |     |     |     |     |     |     |     |     | 18  | 19  | 15  | 17  | 0      |
| 33  | Giancarlo Serenelli | 22  | 20  | 18  | 20  | 22  | 21  | 25  | Ret | 22  | Ret | Ret | 16  | 19  | 16  | 24  | Ret | 20  | 22  |     |     |     |     |     |     | 0      |
| 34  | Jon Lancaster       | Ret | 17  |     |     |     |     |     |     |     |     |     |     |     |     |     |     |     |     |     |     |     |     |     |     | 0      |
| Pos | Piloto              | KUA | KUA | SAK | SAK | SAK | SAK | BAR | BAR | MON | MON | VAL | VAL | SIL | SIL | HOC | HOC | BUD | BUD | SPA | SPA | MNZ | MNZ | SIN | SIN | Puntos |

| Color     | Resultado              |
| --------- | ---------------------- |
| Oro       | Ganador                |
| Plata     | 2.ª plaza              |
| Bronce    | 3.ª plaza              |
| Verde     | Finalizó en los puntos |
| Azul      | Finalizó sin puntos    |
| Azul      | NC - No clasificado    |
| Violeta   | Ret - No terminó       |
| Rojo      | DNQ - No se clasificó  |
| Negro     | DSQ - Descalificado    |
| Blanco    | DNS - No empezó        |
| Blanco    | WD - Retirado          |
| Blanco    | C - Carrera cancelada  |
| Sin color | DNP - No participó     |
| Sin color | INJ - Lesionado        |
| Sin color | EX - Excluido          |

| Estado  | Resultado |
| ------- | --- |
| Negrita | Pole position |
| Cursiva | Vuelta rápida puntuable, el piloto cumplió los requisitos para ser bonificado con uno o más puntos por lograr la vuelta rápida |
| †       | Abandona, pero clasifica al completar el porcentaje requerido para ello                                                        |

### Campeonato de Escuderías
| Pos. | Escudería               | No. | KUA | KUA | SAK | SAK | SAK | SAK | BAR | BAR | MON | MON | VAL | VAL | SIL | SIL | HOC | HOC | BUD | BUD | SPA | SPA | MNZ | MNZ | SIN | SIN | Puntos |
| ---- | ----------------------- | --- | --- | --- | --- | --- | --- | --- | --- | --- | --- | --- | --- | --- | --- | --- | --- | --- | --- | --- | --- | --- | --- | --- | --- | --- | ------ |
| 1    | DAMS                    | 3   | 2   | Ret | 1   | 1   | 1   | 3   | 4   | 3   | 4   | Ret | 18  | 10  | 7   | 2   | 13  | 7   | 2   | 4   | 3   | Ret | 6   | 1   | 4   | 5   | 342    |
| 1    | DAMS                    | 4   | 6   | 3   | Ret | 6   | 11  | 5   | 11  | 9   | 17  | Ret | Ret | 14  | 6   | 3   | 4   | 3   | 25† | 8   | 8   | 2   | Ret | 21  | 6   | 7   | 342    |
| 2    | Lotus GP                | 9   | 8   | 1   | 5   | 3   | 16  | 12  | 2   | 4   | 7   | Ret | 8   | 2   | Ret | 20† | 8   | 1   | 4   | 6   | 2   | 3   | 12  | 14  | Ret | 10  | 336    |
| 2    | Lotus GP                | 10  | 7   | 2   | 3   | 2   | 10  | 4   | 10  | 7   | 23† | 8   | 1   | Ret | 1   | 4   | 10  | 5   | 8   | 1   | 11  | 13  | 9   | Ret | 2   | 6   | 336    |
| 3    | Arden International     | 22  | 23  | 16  | 16  | 8   | 14  | 24† | 23  | 20  | 12  | 9   | 10  | 7   | 15  | 11  | 16  | 17  | 13  | 13  | 15  | 16  | 16  | 17  | Ret | 14  | 226    |
| 3    | Arden International     | 23  | 1   | 5   | 2   | 4   | 4   | 2   | 8   | 1   | 15  | 6   | 3   | 1   | 5   | 1   | 7   | 10  | 3   | 3   | 6   | 20  | Ret | 16  | 5   | 4   | 226    |
| 4    | Racing Engineering      | 5   | 4   | 6   | 7   | 12  | 2   | 8   | 12  | 11  | 18  | Ret | 4   | 3   | 14  | 9   | 2   | 4   | 9   | 14  | Ret | 5   | 5   | 2   | 3   | 3   | 212    |
| 4    | Racing Engineering      | 6   | 11  | 8   | 21† | Ret | 12  | 10  | 5   | 2   | 9   | 7   | 6   | 5   | 12  | 14  | 15  | 9   | 7   | 2   | 14  | 19  | 15  | 15  | 10  | 15  | 212    |
| 5    | Carlin                  | 26  | 3   | 7   | 4   | 5   | 5   | 13  | 7   | 5   | 5   | 2   | 7   | 4   | 9   | 19† | 14  | Ret | 1   | 11  | 12  | 22  | 4   | 6   | 1   | 19  | 207    |
| 5    | Carlin                  | 27  | 12  | 10  | 9   | 15  | 6   | 6   | 16  | 15  | 14  | 11  | 5   | Ret | 10  | 12  | 17  | 11  | 12  | 7   | 10  | 7   | 19  | 12  | 9   | 11  | 207    |
| 6    | iSport International    | 7   | 13  | Ret | 13  | 16  | 7   | 7   | 13  | 22  | 2   | 4   | 2   | Ret | 21  | 7   | 11  | 15  | 18  | Ret | 1   | 4   | 3   | 7   | 7   | 2   | 202    |
| 6    | iSport International    | 8   | 17  | 12  | DNS | 7   | 24† | 22  | 9   | DNS | 6   | 1   | Ret | Ret | 3   | 5   | 18  | 18  | 6   | 5   | Ret | 10  | 7   | 3   | Ret | Ret | 202    |
| 7    | Caterham Racing         | 11  | Ret | 18  | 15  | 21  | 18  | 15  | 15  | 14  | 13  | 5   | 15  | 15  | 23  | Ret | 23  | 20  | 23  | 16  | Ret | 14  | 22  | 20  | Ret | 14  | 166    |
| 7    | Caterham Racing         | 12  | 9   | 4   | Ret | 9   | 3   | 19  | 1   | 6   | 3   | 3   | 11  | 6   | 8   | 21† | 5   | 2   | 5   | 10  | 5   | 21  | Ret | 10  | 8   | 1   | 166    |
| 8    | Barwa Addax Team        | 1   | Ret | 22  | Ret | 22† | 9   | Ret | 18  | 13  | 1   | Ret | DSQ | Ret | 2   | 18† | 1   | 6   | Ret | Ret | 17  | Ret | 2   | 5   | Ret | 9   | 131    |
| 8    | Barwa Addax Team        | 2   | 14  | 9   | 19† | 11  | Ret | Ret | 20  | 16  | Ret | 10  | DSQ | 11  | 16  | 10  | 12  | 13  | 24† | 17  | 4   | 1   | 18  | 19  | 15  | 17  | 131    |
| 9    | Rapax                   | 20  | 21  | 24† | 17  | 13  | 23  | 20  | Ret | 23  | 20  | Ret | Ret | 12  | 18  | 15  | DSQ | 16  | 19  | 20  | 18  | 15  | 20  | 18  | 17  | 21  | 44     |
| 9    | Rapax                   | 21  | 18  | 11  | 6   | 10  | 8   | 1   | 22  | 12  | 11  | Ret | 16  | 9   | Ret | 13  | 9   | Ret | 15  | 19  | 13  | 11  | 8   | 4   | 13  | 8   | 44     |
| 10   | Trident Racing          | 16  | 19  | 19  | 11  | Ret | 17  | 17  | 21  | 19  | 8   | Ret | 14  | Ret | 13  | Ret | 3   | 21  | 17  | 21  | 9   | 6   | 13  | 9   | 14  | 22† | 34     |
| 10   | Trident Racing          | 17  | 15  | 15  | 12  | 17  | 15  | 14  | 24  | 17  | 21  | Ret | 12  | 8   | 20  | 17  | 17  | 12  | 16  | 15  | 7   | 9   | 10  | 8   | 11  | 16  | 34     |
| 11   | Ocean Racing Technology | 24  | Ret | 17  | 10  | Ret | 13  | 16  | 19  | 21  | 16  | Ret | 17  | 18  | 17  | DNS | Ret | 23  | 21  | 23  | Ret | 18  | 23  | Ret | Ret | 13  | 26     |
| 11   | Ocean Racing Technology | 25  | 16  | 14  | 20† | 18  | 19  | 11  | 14  | 24  | Ret | 12  | Ret | 13  | 4   | 6   | 6   | 8   | 14  | 18  | Ret | DNS | 11  | Ret | 12  | 12  | 26     |
| 12   | Venezuela GP Lazarus    | 18  | 10  | 21  | 14  | 19  | Ret | 23  | 17  | 10  | 19  | Ret | Ret | DNS | 11  | 22† | 22  | 14  | 22  | 12  | Ret | Ret | 14  | 11  | 16  | DSQ | 1      |
| 12   | Venezuela GP Lazarus    | 19  | 22  | 20  | 18  | 20  | 22  | 21  | 25  | Ret | 22  | Ret | Ret | 16  | 19  | 16  | 24  | Ret | 20  | 22  | 19  | 17  | 17  | 13  | Ret | Ret | 1      |
| —    | Scuderia Coloni         | 14  | 5   | 23† | Ret | 23† | 21  | 18  | 3   | 8   | 10  | Ret | 9   | Ret | Ret | Ret | 20  | 19  | 10  | 9   | 20† | 8   | 1   | 22  | Ret | DNS | 0      |
| —    | Scuderia Coloni         | 15  | 20  | 13  | 8   | 14  | 20  | 9   | 6   | 18  | Ret | Ret | 13  | 17  | 22  | 8   | 19  | 22  | 11  | 24  | 16  | 12  | 21  | Ret | Ret | 20  | 0      |
| Pos. | Escudería               | No. | KUA | KUA | SAK | SAK | SAK | SAK | BAR | BAR | MON | MON | VAL | VAL | SIL | SIL | HOC | HOC | BUD | BUD | SPA | SPA | MNZ | MNZ | SIN | SIN | Puntos |

### Citas
1. ↑  «GP2 Series and GP2 Asia Series to be merged». GP2 Series (GP2 Motorsport Limited). 12 de julio de 2011. Consultado el 27 de septiembre de 2011.
2. ↑  Nuevas normas para la nueva temporada
3. 1 2 3 4 5 6 7 8 9 10 11 12  «GP2 Series announce teams for 2011-2013». GP2 Series (GP2 Motorsport Limited). 21 de septiembre de 2010. Consultado el 1 de enero de 2011.
4. ↑  «Johnny Cecotto Jr and Barwa Addax join forces in 2012». GP2 Series (GP2 Motorsport Limited). 20 de enero de 2012. Consultado el 20 de enero de 2012.
5. ↑  «Josef Král completes the team line-up for reigning GP2 champions, Barwa Addax». Barwa Addax (Addax Team). 3 de febrero de 2012. Archivado desde el original el 20 de marzo de 2012. Consultado el 3 de febrero de 2012.
6. ↑  Allen, Peter (18 de abril de 2012). «Clos replaces Kral at Addax for Bahrain». The Checkered Flag (BlackEagleMedia Network). Consultado el 18 de abril de 2012.
7. ↑  «Davide Valsecchi joins the DAMS team for the 2012 season». DAMS.fr (DAMS). 19 de enero de 2012. Archivado desde el original el 2 de octubre de 2013. Consultado el 19 de enero de 2012.
8. ↑  «Felipe Nasr joins DAMS». DAMS.fr (DAMS). 16 de febrero de 2012. Archivado desde el original el 2 de octubre de 2013. Consultado el 16 de febrero de 2012.
9. ↑  «Fabio Leimer will drive for Racing Engineering in the 2012 GP2 Series». racing-engineering.com (Racing Engineering). 3 de febrero de 2012. Archivado desde el original el 17 de febrero de 2012. Consultado el 10 de febrero de 2012.
10. ↑  «Nathanaël Berthon to join Racing Engineering for the 2012 GP2 Series.». racing-engineering.com (Racing Engineering). 5 de marzo de 2012. Archivado desde el original el 2 de octubre de 2013. Consultado el 5 de marzo de 2012.
11. ↑  «Ericsson to stay with iSport for 2012 GP2 campaign». Autosport (Haymarket Publications). 1 de noviembre de 2011. Consultado el 1 de noviembre de 2011.
12. ↑  «Jolyon Palmer joins iSport for 2012 season». GP2 Series (GP2 Motorsport Limited). 23 de diciembre de 2011. Consultado el 23 de diciembre de 2011.
13. ↑  «Lotus ART complete 2012 line up». GP2 Series (GP2 Motorsport Limited). 25 de octubre de 2011. Consultado el 25 de octubre de 2011.
14. ↑  «Esteban Gutierrez to race with Lotus ART in 2012». GP2 Series (GP2 Motorsport Limited). 27 de septiembre de 2011. Consultado el 27 de septiembre de 2011.
15. ↑  Caterham Racing, nuevo nombre para la escudería
16. ↑  «Van der Garde and Gonzalez confirmed». Caterham Racing (Dinato Racing Ltd.). 27 de febrero de 2012. Archivado desde el original el 28 de julio de 2012. Consultado el 27 de febrero de 2012.
17. ↑  «Van der Garde joins Caterham GP2 team». GPUpdate.net (GPUpdate). 25 de febrero de 2012. Consultado el 25 de febrero de 2012.
18. 1 2  Freeman, Glenn (9 de enero de 2012). «Coloni signs Stefano Coletti and Fabio Onidi for 2012 GP2 campaign». Autosport (Haymarket Publications). Consultado el 9 de enero de 2012.
19. ↑  «Stéphane Richelmi to drive for Trident Racing in 2012». GP2 Series (GP2 Motorsport Limited). 12 de diciembre de 2011. Consultado el 12 de diciembre de 2011.
20. ↑  «Julian Leal completes Trident Racing's 2012 line-up». GP2 Series (GP2 Motorsport Limited). 20 de diciembre de 2011. Consultado el 20 de diciembre de 2011.
21. ↑  Venezuela Lazarus GP Entra en la GP2 Series
22. ↑  Allen, Peter (23 de febrero de 2012). Crestanier/ «Venezuela GP Lazarus sign Crestani as first driver». The Checkered Flag (BlackEagleMedia Network). Consultado el 23 de febrero de 2012.
23. ↑  Declaraciones de Sergio Canamasas a GP2es (enlace roto disponible en Internet Archive; véase el historial, la primera versión y la última).
24. ↑  Allen, Peter (17 de marzo de 2012). «Copia archivada». Rapax Team (Rapax Team). Archivado desde el original el 6 de marzo de 2016. Consultado el 19 de marzo de 2012.
25. ↑  Allen, Peter (17 de marzo de 2012). «Copia archivada». Rapax Team (Rapax Team). Archivado desde el original el 6 de marzo de 2016. Consultado el 19 de marzo de 2012.
26. ↑  «De Jong to stand in for Teixeira in Valencia's GP2 races». Autosport.com (Haymarket Publications). 20 de junio de 2012. Consultado el 20 de junio de 2012.
27. ↑  «Simon Trummer Joins Arden for 2012 GP2 season». Arden International (Arden International Motorsport Limited). 13 de enero de 2012. Consultado el 13 de enero de 2012.
28. ↑  «Luiz Razia completes Arden GP2 driver line-up». Arden International (Arden International Motorsport Limited). 27 de febrero de 2012. Consultado el 27 de febrero de 2012. (enlace roto disponible en Internet Archive; véase el historial, la primera versión y la última).
29. ↑  «2012 GP2 Series Round 2 Preview – Sakhir, Bahrain». GP2 Series (GP2 Motorsport Limited). 20 de abril de 2012. Consultado el 20 de abril de 2012. «There will be two driver changes this week: Dani Clos replaces Josef Kral at Barwa Addax Team whilst Brendon Hartley takes over Jon Lancaster at Ocean Racing Technology.»
30. ↑  Allen, Peter (9 de mayo de 2012). «Guerin takes Ocean GP2 seat while Kral returns at Addax». The Checkered Flag (BlackEagleMedia Network). Consultado el 9 de mayo de 2012.
31. ↑  Elizalde, Pablo (14 de noviembre de 2011). «Nigel Melker graduates to GP2 full time with Ocean Racing». autosport.com (Haymarket Publications). Consultado el 14 de noviembre de 2011.
32. ↑  Van de Burgt, Andrew (2 de febrero de 2012). «What next for Nasr?».  En Bradley, Charles, ed. Autosport (Teddington, Middlesex: Haymarket Publications) 207 (5): p. 53. «Carlin does, however, still have a GP2 slot available alongside Max Chilton...»
33. ↑  «2012 GP2 Series Round 1 Preview – Sepang». GP2 Series (en inglés). GP2 Motorsport Limited. 16 de abril de 2013. Archivado desde el original el 24 de marzo de 2013. Consultado el 23 de marzo de 2019.
34. ↑  «Fact File Sakhir, Bahrain» (DOC). Fórmula 2. Formula Motorsport Limited. Archivado desde el original el 23 de marzo de 2019. Consultado el 23 de marzo de 2019.
35. ↑  «Fact File Sakhir, Bahrain Standalone» (DOC). Fórmula 2. Formula Motorsport Limited. Archivado desde el original el 23 de marzo de 2019. Consultado el 23 de marzo de 2019.
36. ↑  «Fact File, Barcelona» (DOC). Fórmula 2. Formula Motorsport Limited. Consultado el 23 de marzo de 2019.
37. ↑  «Fact File, Monte Carlo» (DOC). Fórmula 2. Formula Motorsport Limited. Archivado desde el original el 23 de marzo de 2019. Consultado el 23 de marzo de 2019.
38. ↑  «Fact File, Valencia» (DOC). Fórmula 2. Formula Motorsport Limited. Archivado desde el original el 23 de marzo de 2019. Consultado el 23 de marzo de 2019.
39. ↑  «Fact File, Silverstone» (DOC). Fórmula 2. Formula Motorsport Limited. Archivado desde el original el 23 de marzo de 2019. Consultado el 23 de marzo de 2019.
40. ↑  «Fact File, Hockenheim» (DOC). Fórmula 2. Formula Motorsport Limited. Archivado desde el original el 23 de marzo de 2019. Consultado el 23 de marzo de 2019.
41. ↑  «Fact File Budapest» (DOC). Fórmula 2. Formula Motorsport Limited. Archivado desde el original el 23 de marzo de 2019. Consultado el 23 de marzo de 2019.
42. ↑  «Fact File, Spa-Francorchamps» (DOC). Fórmula 2. Formula Motorsport Limited. Archivado desde el original el 23 de marzo de 2019. Consultado el 23 de marzo de 2019.
43. ↑  «Fact File Monza» (DOC). Fórmula 2. Formula Motorsport Limited. Archivado desde el original el 23 de marzo de 2019. Consultado el 23 de marzo de 2019.
44. ↑  «Fact File Singapore» (DOC). Fórmula 2. Formula Motorsport Limited. Archivado desde el original el 23 de marzo de 2019. Consultado el 23 de marzo de 2019.
45. ↑  «La Scuderia Coloni abandonará la GP2 a final de temporada». motoryracing.com. 6 de julio de 2012. Consultado el 2 de mayo de 2019.